# 重大不正捜査局
重大不正捜査局（じゅうだいふせいそうさきょく、Serious Fraud Office、SFO）は、重大で複雑な詐欺・汚職事件を捜査して訴追するイギリス政府の独立機関である。司法長官の指揮下にあり、イングランドおよびウェールズ、北アイルランド地方を管轄している。1987年刑事法で、事件に関することであれば、いかなる人物、企業、銀行にも、機密事項を含む書類の提供や質問への回答を求められる強制権限が認められており、数多くの海外捜査も支援してきた。
また、ロンドンの金融センターである「シティ」や英国が、世界的に魅力的な商業地であるとの評判を高めるため、良好な企業統治を奨励するため制定された2010年贈収賄法を執行する中心機関である。

## 歴史
1970年代から1980年代初頭、シティでは複雑で重大な詐欺行為による金融不祥事が相次ぎ、社会的信用が低下した。政府は1983年、貴族院常任上訴貴族ユースタス・ロスキル男爵（Eustace Wentworth Roskill, Baron Roskill）が率いる独立した不正審問委員会(Fraud Trials Committee)を設置。効果的に詐欺と闘うための法律や刑事手続きを検討した。1986年、委員会は「ロスキル報告」 を発表し、重大詐欺事件を発見、捜査して訴追する新しい、統一的な機関を設置を提言した。
報告を受け、1987年刑事法により、独特な権限を持つSFOが設立され、1988年4月に業務を開始。のちに2010年贈収賄法の執行も任された。

## 著名事件
- ギネス事件…1986年、ギネスのアルコール蒸留会社の買い付けをめぐる違法な株の買い支え工作で、買い支えた人々の損害を自社の資金で秘密裏に補償したという噂があった。買い支えにより、ギネスの株価は劇的に上昇していた。SFOの捜査により、1990年に当時の最高経営責任者ら4人が有罪判決を受けた。[3]
- BAE事件…1999年、BAEシステムズは、タンザニア政府と防衛レーダーシステムの契約を締結。現地の実業家が政府との交渉に助言するために雇われた。BAEは政府交渉を｢有利に進める｣ために使われると十分認識した上で2000年1月から2005年12月の間、約1240万ドルを実業家の2つの会社に支払った。この支払いは綿密な検討や事後の調査が条件とされておらず、BAE社は2010年、多くの国での兵器売却契約を調査していたSFOと米司法省との間で、タンザニア政府との契約で十分な会計帳簿を付けなかったことを認めて、50万ポンドの罰金を支払うことで合意した。SFOとの合意には、タンザニアでの契約に関して、裁判所からの罰金も含めた3000万ポンドを、タンザニア国民のために任意に支払うことも含まれている。[4]

## 活動範囲
SFOは重大な経済犯罪を捜査するための専門家集団であるので、捜査に取り掛かるかどうか、以下のような基準で判断する。
- 詐欺が疑われる金額が100万ポンド以上である
- 国際的にも意義がある
- 社会への関心が広がると見込まれる
- 金融市場などへの高い専門知識が要求される
- SFOに与えられた強制権限が必要である

### 詐欺
詐欺は犯罪行為の典型例で、地位侵害や誤った意思表示、利益に対する権利侵害と定義づけられ、以下のような類型に分けられる。

#### 「ボイラールーム」詐欺(株券詐欺)
ボイラールーム(モグリの株屋のオフィスを指す俗語)詐欺とは、投資家に架空や経営状態の悪い会社の株式を売りつける行為で、海外から仕掛けられることもある。詐欺師は売り込み電話を掛け、英国内外の価値のない会社の株式を強引に売り込み、不当に高い金額で売るか、まったく株券を売らずに、投資家から金を巻き上げる。 日本で言う「未公開株詐欺」にあたる。
セント・オールバンズのヴィンテージワイン事件は、この手の詐欺の一例である。この事件で被告人らは4年半の懲役刑と、15年間会社経営者となる資格を剥奪する判決を受けた。出所後も4年間、投資業や金融業を営めないという命令を受けた被告人もいた。

#### ねずみ講・マルチ商法
ねずみ講やマルチ商法とは、普通ならば5～10パーセントである配当を30パーセントとするなどの異常な高配当を約束した投資である。
SFOが捜査した「KF Concept」事件では、被告人は認可なしでの投資業経営や投資金3400万ポンドから盗んだ罪で10年の懲役刑を受けた。投資家の被害は1700万ポンドと推計される。

#### 資産剥奪
資産剥奪とは、会社の資金や資産を奪い、負債だけを残す手口である。会社の代表者が価値のある資産を別会社に移すことで、その会社は支払い不能の多額の債務を抱えた休眠会社となり、破産することになる。

#### 不正取引
債権者から金品をだまし取るなどの詐欺的な目的で事業を進める行為である。この規定は、取引前や取引後、取引の最中でも適用される。
一例としてあげられるのは、 Engineering with Excellent社事件である。1996年〜2000年に額面総額8500万ポンド以上の虚偽の納品書一千通以上を使い、3つの金融機関から多額の資金が引き出された事件で、これらの詐欺会社はのちに、InterGBグループと呼ばれた。被告人らは、会社主催のイベントや高給、高価な社用車など成功したビジネスマン人生を謳歌したが、グループの会長は7年、3人の共同経営者は2年の懲役刑を宣告された。

#### 相場操縦
｢pump and dump｣や「book ramping」とも呼ばれる、詐欺師がある会社の株価に影響を及ぼし、有利に事を運ぼうとする行為である。彼らは会社の収益性について誤った予測を出して会社を上場させたり、有望な会社になってきているとの噂を流す。株価が上昇したところで、あらかじめ安値の時に買った株を売却して、利益を得るのである。

#### 虚偽情報の流布
詐欺師が会社の経営状況を誤解させるため、会計情報や記録などを作り出したり、破棄、隠蔽、偽造するために行われる行為である。投資家や債権者を誤解させて、取引を継続させるために用いられることが多い。

### 贈収賄・汚職
汚職とは、特定の個人的利得のために、政府、会社などの誠実さ、清廉さが傷つける行為である。大別して次の2つに分けられる。

#### 政治的汚職
政府当局者や政治家、政界関係者が、賄賂や身内びいき、利権政治や使い込みによって非合法な個人的利得を得ようとし、政治制度や政府機関を機能不全に陥れること。

#### 企業内汚職
例えば、ある契約を結ぶために、担当者や企業などに賄賂を提供することである。
一例としては、燃料添加剤メーカーのInnospec社事件がある。同社はインドネシアの州政府が所有する製油所職員や政府職員に賄賂を送ったとして、有罪を認める答弁をした。米国で講じられた和解案により、1270万ドルの罰金を科されたほか、会社の経営を監視する独立機関を3年間運営することになった。

## 組織
SFOは司法省の機関として、司法長官に報告する立場にある。
職員は約300人。捜査と訴追の両方を担う独特な組織であるため、事件班は捜査官、弁護士、事務官、財務分析官で構成される。
職員の8割以上が、事件捜査の専門家であり、捜査に取りかかる時には、弁護士は英国の検察官規則に留意しながら捜査を進める。

## 海外への支援
SFOは、世界中の法執行機関の捜査を継続的に支援するため、国際支援班を設置している。2010年から2011年にかけて、SFOは30以上の管轄外の事件を支援した。

## 被害者支援
悪質で巧妙な詐欺や不正による損失に苦しむ被害者は、人や組織、内外の政府機関も対象になり得るが、その支援はSFOの戦略の中核を占めている。
SFOは被害者の正義のため、詐欺師を投獄し、出来るかぎり被害を取り戻せるよう努力する。SFOが扱った事件で被告人が受けた刑罰の平均は懲役30カ月以上である。2011年4月時点で6400万ポンドが被害者の元に戻される見込みである。
例えば、2011年のオンラインのチケット手配詐欺（結果として、北京オリンピックや多くの音楽祭のチケットが手配されなかった）事件では、3人の詐欺師が最高で8年の懲役刑を宣告された。被害者への被害回復のため、SFOは没収手続きも始めた。

## 批判
アル・ヤママ武器取引事件…1980年代のアル・ヤママ取引とは、英国とサウジアラビア間の航空機と兵器の大規模取引である。取引は1990年代も続き、何千人もの英国民が400億ポンドもの取引のためにサウジ国内で働いた。主な契約者はBAEシステムズであった。
2004年、SFOはアル・ヤママ取引をめぐる不正会計を疑い捜査を開始した。しかし、捜査は論争を巻き起こし、2006年に取りやめになった。サウジアラビア政府が、捜査を進めるなら英国との対テロ情報の共有を止めるだろうとの報告が出されたため、国家の安全上の理由で下されたものだった。このことは経済協力開発機構(OECD)からのみならず多くの批判を呼んだ。
2008年、英高等法院は再調査の末、SFOは不法に汚職捜査を中止したと裁定したが、貴族院でSFOが弁明したことで、後に裁定を覆している。